# Patipat Chalardchaleam
Patipat Chalardchaleam (Thai: ปฏิพัทธ์ ฉลาดแฉลม; * 9. Juli 1987) ist ein thailändischer Badmintonspieler.

## Karriere
Patipat Chalardchaleam gewann 2010 die thailändischen Meisterschaften im Herrendoppel mit Thitipong Lapho. 2010 siegte er auch bei den Laos International im Doppel mit Nipitphon Puangpuapech. Bei der Badminton-Weltmeisterschaft 2009 schied er dagegen schon in Runde eins aus.

## Sportliche Erfolge
| Saison | Veranstaltung                | Disziplin    | Platz | Name                                                |
| ------ | ---------------------------- | ------------ | ----- | --------------------------------------------------- |
| 2008   | Welthochschulmeisterschaft   | Mixed        | 1     | Patipat Chalardchaleam / Kunchala Voravichitchaikul |
| 2009   | Weltmeisterschaft            | Herrendoppel | 33    | Patipat Chalardchaleam / Nuttaphon Narkthong        |
| 2009   | Südostasienspiele            | Herrendoppel | 5     | Patipat Chalardchaleam / Nuttaphon Narkthong        |
| 2009   | Smiling Fish                 | Mixed        | 1     | Patipat Chalardchaleam / Savitree Amitrapai         |
| 2010   | Smiling Fish                 | Mixed        | 1     | Patipat Chalardchaleam / Savitree Amitrapai         |
| 2010   | Thailändischen Meisterschaft | Herrendoppel | 1     | Patipat Chalardchaleam / Thitipong Lapho            |
| 2010   | Laos International           | Herrendoppel | 1     | Patipat Chalardchaleam / Nipitphon Puangpuapech     |
| 2011   | Südostasienspiele            | Herrendoppel | 3     | Patipat Chalardchaleam / Nipitphon Puangpuapech     |